# Кріс Норріс
Кріс Норріс (англ. Kris Norris; нар. 31 серпня 1978) — американський музикант. Колишній соло-гітарист хеві-метал-гуртів Scar the Martyr, Darkest Hour і канадського металкор-гурту Threat Signal. Він також відомий як гітарист для гастролів у God Forbid і Straight Line Stitch. На початку 2009 року випустив сольну платівку «Icons of the Illogical» з The Kris Norris Projekt на Magna Carta Records.

## Історія
У 1995 році разом із сім’єю переїхав із Огайо до Ричмонда, штат Вірджинія, і швидко подружився з Корі Смутом (покійним гітаристом Gwar). Завдяки Корі познайомився з Раяном Перрішем. Кріс і Райан заснували дез-метал-гурт під назвою Gutted. Через декілька років Норріс поїхав до Норвегії, що сприяло його впливу на скандинавський дез-метал для гурту під назвою Disinterment. Серед відомих учасників цієї групи були Раян Перріш на барабанах і друг Норріса Томмі Ган (раніше грав в Immortal Avenger на гітарі). Згодом Ган і Норріс створили гурт під назвою Narsilion. У 2001 році Норріс допоміг створити Locus Factor; але незабаром після цього приєднався до Darkest Hour для їх третього повноформатного альбому Hidden Hands of a Sadist Nation. Проживає в Палм-Кост, Флорида, одружений, пара виховує дитину. Залишив Darkest Hour, щоб шукати розвитку кар’єри у виробництві металу. Випустив свій перший сольний альбом з Kris Norris Projekt. У січні 2009 року на Magna Carta Records вийшов альбом «Icons of the Illogical». Нещодавно Кріс виконав продюсерську функцію та виступив на гітарі в альбомі вашингтонського гурту Fierce Allegiance, а також виконав соло на гітарі в композиції «Earthsblood» з однойменного альбому God Forbid. Зараз повідомляється, що Норріс буде тимчасовою заміною гітариста God Forbid у майбутньому турі Lamb of God, заради якого Даллас Койл покинув групу.
У 2008 роціін заснував The Kris Norris Projekt.
У 2009 році Кріс створив The Godless Symphony разом із вокалістом Деном Маллоєм.
Влітку 2010 року Кріс почав запис першого повноформатного альбому Condemn the Infection під керівництвом Running with Scissors Productions. Альбом виййшов у жовтні 2010 року.
Виконував функції тимчасового гастрольного гітариста Threat Signal після того, як їхній попередній гітарист, Адам Вебер, залишив колектив у липні 2010 року.
У листопаді 2010 року амінив гітару у Straight Line Stitch після того, як гітарист Пет Паттісон тимчасово пішов під час їхнього туру з Soulfly.
З березня 2011 року офіційно приєднався до Straight Line Stitch. Колишній гітарист DARKEST HOUR Кріс Норріс офіційно приєднався до металкор-гурту Straight Line Stitch після двох додаткових турів. Норріс випустив наступну заяву:
|  | Я схвильований. Це новий шлях для мене. Незважаючи на те, що незабаром у них вийде новий альбом, я не можу дочекатися, щоб почати писати та додати кілька соло до привабливих мелодій, які пишуть ці хлопці. Це буде виклик щоб підкреслити її голос, але приголомшливі навички гри на барабанах Канкі також стануть ідеальним міксом, щоб додати гарну, але швидшу мелодійну роботу. |

Станом на грудень 2011 року Кріс залишив Straight Line Stitch та написав у своєму обліковому записі на Facebook: «Я вважаю, що було б доцільно оголосити про мій відхід із Straight Line Stitch» лише через пару днів після того, як Сет Такер і Канкі Лора покинули гурт.
Окрім цього, Кріс знову об’єднався з Раяном Перрішем, а також Крістен Рендалл (колишній клавішник Winds of Plague), Дейвом Шелдоном (колишнім вокалістом Annihilator) і Петом Кавана (колишній басист Threat Signal/Arkaea) у групі під назвою A Cancerous Affair.
Станом на квітень 2012 року — гітарист у колишньому гурті Straight Line Stitch під час турне з початковим барабанщиком і новим гітаристом.
У 2013 році оголосив про створення нової групи з барабанщиком Darkest Hour Раяном Перрішем. Гурт називається Blisskill. Демо пісні було опубліковано на його SoundCloud. Нещодавно стартувала кампанія IndieGoGo для фінансування запису їхнього дебютного альбому.

## Гітари та обладнання
ESP M-II Standard W/EMG 81-X/85-X

Schecter Guitar Research Hellraiser Extreme C-1(Scar the Martyr)

Schecter Guitar Research Hellraiser C-8 (White)(Scar the Martyr – Blood Host Video)

ESP Ltd. H-1000 (1 чорна, 1 сонячний промінь)

ESP Alexi Laiho Standard

ESP Ltd. Alexi-600

ESP Ltd. EC-300P

ESP Ltd. EX-50 (модифікована)

ESP Ltd. H-400

ESP Ltd. MH-250

ESP Ltd. MH-400NT

ESP Ltd. H-1001

ESP Ltd. MHB-400

Ibanez S7320

Peavey JSX Joe Satriani Signature Guitar Head

Peavey 6505 Guitar Head

Peavey XXX Guitar Head

Peavey 5150 Guitar Head

Mesa/Boogie 4x12 Rectifier Standard Guitar Cabinet

Emperor Custom 4x12 Guitar Cabinet

Marshall 1960AC 4x12 Guitar Cabinet

## Дискографія

### Як член гурту
Locus Factor
- What Drives 1? (2001)
- The EMMQ (1.5) (EP) (2001)
- Locus Factor (Demo) (2002)
- Between Saviors and Thieves (2003)

Darkest Hour
- Hidden Hands of a Sadist Nation (2003)
- Undoing Ruin (2005)
- Deliver Us (2007)

The Kris Norris Projekt
- Icons of the Illogical (2009)

Scar the Martyr
- Scar the Martyr (2013)

### Як запрошений музикант
- Mensrea – Mensrea (2005)
- God Forbid – Earthsblood (2009)
- Austrian Death Machine – Double Brutal (2009)